# Бенамениль
Бенамени́ль (фр. Bénaménil) — коммуна во французском департаменте Мёрт и Мозель региона Лотарингия. Относится к  кантону Люневиль-Сюд.	

## География
Бенамениль расположен в 39 км к востоку от Нанси. Соседние коммуны: Домжевен и Вео на северо-востоке, Фремениль на востоке, Тьебомениль и Манонвиллер на северо-западе.

## История
- На территории коммуны находятся следы галло-романского периода.

## Демография
Население коммуны на 2010 год составляло 545 человек.
| 1962 | 1968 | 1975 | 1982 | 1990 | 1999 | 2010 |
| ---- | ---- | ---- | ---- | ---- | ---- | ---- |
| 414  | 382  | 397  | 438  | 527  | 498  | 545  |

## Достопримечательности
- Церковь Бенамениля, башня XVI века, неф и придел XVIII-XIX веков.